# Trunk Muzik 3
Trunk Muzik 3 ist das fünfte Soloalbum des US-amerikanischen Rappers Yelawolf. Es erschien am 29. März 2019 über die Labels Shady Records, Interscope und Slumerican ausschließlich zum Download und Streaming.

## Entstehungsgeschichte
Yelawolfs vorheriges Studioalbum Trial by Fire erschien im Oktober 2017. Bereits Anfang 2018 gab er bekannt, mit dem Produzenten WLPWR im Studio an Trunk Muzik 3 zu arbeiten. Im Januar 2019 verkündete Yelawolf, dass die Arbeiten am Album abgeschlossen seien.
Trunk Muzik 3 ist das letzte Yelawolf-Album, das über Eminems Label Shady Records veröffentlicht wurde.

## Musikstil und Produktion
Der Musikstil des Albums ähnelt dem früher veröffentlichter Mixtapes von Yelawolf, wie Trunk Muzik und Trunk Muzik Returns. Im Gegensatz zu vorherigen Studioalben verzichtet er auf Ausflüge in die Country-Musik.
Das Album wurde zu einem Großteil von dem Musikproduzent WLPWR (ehemals WillPower), mit dem Yelawolf bereits auf Trunk Muzik zusammenarbeitete, produziert. Zudem waren DJ Paul, Jim Jonsin, BandPlay, Locke und Ms Madli an der Produktion beteiligt.

## Covergestaltung
Das Albumcover zeigt Yelawolfs tätowierten Oberkörper. Er trägt eine rote Weste, mehrere Ketten und diverse Ringe. Auf Schriftzüge wurde verzichtet.

## Gastbeiträge
An sieben der 14 Lieder des Albums sind neben Yelawolf weitere Künstler beteiligt. So ist der Rapper Machine Gun Kelly trotz seines Streits mit Yelawolfs Labelchef Eminem auf dem Song Rowdy zu hören, während die Rapper Big Henri und Shawty Fatt auf We Slum vertreten sind. Cook Up Boss und MopTop haben Gastauftritte auf All the Way Up und der Track Box Chevy 6 ist eine Kollaboration mit DJ Paul und Rittz. Auf No Such Thing as Free wird Yelawolf von den Rappern Caskey und Doobie unterstützt. Zudem stammen die Scratches auf den Stücken TM3, Box Chevy 6 und Over Again von DJ Klever.

## Titelliste
| #  | Titel                  | Gastbeiträge              | Produzent       | Länge |
| -- | ---------------------- | ------------------------- | --------------- | ----- |
| 1  | TM3                    | DJ Klever                 | WLPWR           | 3:09  |
| 2  | Catfish Billy 2        |                           | WLPWR           | 3:18  |
| 3  | Rowdy                  | Machine Gun Kelly         | DJ Paul         | 4:28  |
| 4  | Special Kind of Bad    |                           | Jim Jonsin      | 3:46  |
| 5  | Like I Love You        |                           | Jim Jonsin      | 3:44  |
| 6  | Drugs                  |                           | WLPWR           | 4:30  |
| 7  | Trailer Park Hollywood |                           | DJ Paul         | 3:57  |
| 8  | No Such Thing as Free  | Caskey, Doobie            | Locke           | 4:08  |
| 9  | We Slum                | Big Henri, Shawty Fatt    | WLPWR           | 4:10  |
| 10 | Box Chevy 6            | DJ Paul, Rittz, DJ Klever | DJ Paul         | 4:57  |
| 11 | All the Way Up         | Cook Up Boss, MopTop      | BandPlay        | 4:18  |
| 12 | Over Again             | DJ Klever                 | WLPWR           | 2:49  |
| 13 | Addiction              |                           | WLPWR, Ms Madli | 3:58  |
| 14 | Over Here              |                           | WLPWR           | 4:50  |

## Chartplatzierungen und Singles
Trunk Muzik 3 stieg für eine Woche auf Platz 28 in die US-amerikanischen Albumcharts ein. In den deutschen Charts konnte es sich nicht platzieren.
| ChartsChartplatzierungen       | Höchstplatzierung | Wochen |
| ------------------------------ | ----------------- | ------ |
| Schweiz (IFPI)                 | 60 (1 Wo.)        | 1      |
| Vereinigte Staaten (Billboard) | 28 (1 Wo.)        | 1      |

Die erste Single TM3 wurde am 15. März 2019 zum Download veröffentlicht und eine Woche später folgte die zweite Auskopplung Catfish Billy 2. Zudem veröffentlichte Yelawolf ab dem 9. Januar 2019 jeweils wöchentlich einen Freestyle bis zum Erscheinen des Albums.

## Rezeption
| Professionelle Bewertungen | Professionelle Bewertungen |
| -------------------------- | -------------------------- |
| Kritiken                   |                            |
| Quelle                     | Bewertung                  |
| laut.de                    | [ 5 ]                      |

Yannik Gölz von laut.de bewertete Trunk Muzik 3 mit vier von möglichen fünf Punkten. Das Album funktioniere „minimalistisch: harter Bassbeat, ein etwas ertränktes Sample (meistens E-Gitarren oder Synthesizer) für den Nachgeschmack und ein Yelawolf, der mit druckvollen Flows und Battleraps im Zentrum steht.“ Besonders positiv werden die Songs Catfish Billy 2, We Slum und Special Kind of Bad hervorgehoben. Der Sound sei „zwar dicht und prägnant und die Einzelsongs halten ein hohes Niveau, dennoch lassen die 14 Titel sich nicht besonders kurzweilig hören,“ was „der rohen Machart des Projekts geschuldet sein könnte.“